# Arsi Piispanen
Arsi Piispanen, född 23 juli 1985 i Jyväskylä, är en finländsk ishockeyspelare som spelar för IK Oskarshamn i Hockeyallsvenskan.
Piispanen fick sin hockeyskolning i hemstaden Jyväskylä, men vid 13 års ålder flyttade han med sin familj till Helsingfors och började då spela i Jokerit. Piispanen började spela i Helsingforsklubbens J20-lag redan som 15-åring och gjorde sin A-lagsdebut i FM-ligan under säsongen 2003-2004. Columbus Blue Jackets draftade Piispanen i den femte rundan, som 138:e spelare totalt, i NHL Entry Draft 2003.
Piispanen återvände till JYP under våren 2004 och lyckades få en permanent plats i representationslaget till efterföljande säsong. Sejouren i JYP blev treårig och i april 2007 skrev Piispanen ett treårskontrakt med Tappara. Kontraktet med Piispanen bröts dock efter två säsonger och han skrev därefter på ett ettårskontrakt med Pelicans, ett kontrakt som sedan förlängdes med ett år. 
Under sin andra säsong i Pelicans hade dock Piispanen svårt att ta en plats i laget och lånades ut till Mestis-laget HeKi för ett antal matcher. Inför säsongen 2010/2011 skrev Piispanen på för HPK, en klubb han kom att spela för under tre säsonger. I januari 2011 skadades Piispanen under en ligamatch och tvingades operera bort mjälten.
Piispanen lämnade därefter Finland och skrev på för sin första utländska klubb då han anslöt till allsvenska IK Oskarshamns trupp i juni 2013.